# Daniela Trică
Daniela Trică (n. 21 iunie 2004, Bârlad, Vaslui, România) este o gimnastă română, medaliată europeană. 